# Molos (Sohn des Ares)
Molos (altgriechisch Μῶλος Mṓlos) ist in der griechischen Mythologie der Sohn des Kriegsgottes Ares und der Demonike, einer Tochter des Agenor und der Epikaste.
Molos stammt aus Ätolien und ist Bruder von Euenos, Thestios und Pylos.